# Kaliště (okres Jihlava)
Obec Kaliště (německy Kalischt, Senfeld (1318), Schönfeld) se nachází v okrese Jihlava v Kraji Vysočina. Žije zde 174 obyvatel.
Obec leží 13 km západně od Telče v Javořické vrchovině v mírném SZ svahu na úpatí Javořice. Východně nad obcí začínají rozsáhlé lesy, sahající až k Javořici, a západní strana obce je obrácena do údolí Hamerského potoka tekoucího směrem sever-jih.

## Přírodní poměry
Kaliště leží v okrese Jihlava v Kraji Vysočina, 5,5 km východně od Počátek a 27 km jihozápadně od Jihlavy. Geomorfologicky je oblast součástí Javořické vrchoviny a jejího podcelku Jihlavské vrchy, v jejíž rámci spadá pod geomorfologický okrsek Řásenská vrchovina. Průměrná nadmořská výška činí 686 metrů. Nejvyšší bod, Velký skalní vrch (786 m n. m.), leží na jižní hranici katastru obce. Jižně od obce stojí Stříbrný vrch (760 m n. m.). Západně od vsi teče Hamerský potok, na němž se rozkládá Bělohradský rybník. Jižní hranici katastru tvoří Studenský potok. Podél silnice z Počátek do Kališť je vysázena nejdelší modřínová alej v Česku. Byla založena na počátku 20. století a čítá 280 stromů.

## Název
Název se vyvíjel od varianty Kalystye (1407), Kalisstie (1678), Kaliesste (1718), Kalysste (1720), Kalischtin (1751), Kalischt a Kalisst (1846) až k podobám Kalischt a Kaliště v roce 1872. Místní jméno vzniklo ze staročeského slova kališčě, což znamenalo louže, bahno či místo, kde je kal. I podle místních názvů lze usuzovat, že se zde nachází mokřinatá půda. Pojmenování je v čísle pomnožném, genitiv zní Kališť.

## Historie
První písemná zmínka o obci pochází z roku 1407, kdy je v zemských deskách uvedeno, že Rynhart z Prostého koupil od Vítka z Klátovce mlýniště u Kališť. V urbáři telčského panství z roku 1580 jsou Kaliště uvedeny, patrně již předtím náležela ves k telčskému panství a byla jeho součástí až do oddělení studenského panství. Součástí panství Studená byly Kaliště až do roku 1849. Podle lánového rejstříku před třicetiletou válkou bylo v Kalištích 15 usedlostí, z toho zůstalo za války osazeno.
Podle vceňovacího operátu žilo roku 1843 v Kalištích 227 obyvatel, z toho 120 mužů a 107 žen ve 30 domech a 46 domácnostech. Z nich se živilo 12 zemědělstvím, 2 živnostmi, vedle 32 nádeníků. Desátky se odváděly panství Studená. Z Kališť se jezdilo na týdenní úterní trhy do Telče a sobotní do Počátek v Čechách. Z uvedených živností zde byl 1 mlynář a 1 kovář.

### Správní začlenění obce od roku 1850
Do roku 1849 byly Kaliště součástí panství Studená v Jihlavském kraji. V letech 1850 až 1855 byly podřízeny politické pravomoci Podkrajského úřadu v Dačicích a v soudní správě Okresnímu soudu v Telči. Po vzniku smíšených okresních úřadů s politickou a soudní pravomocí byly v letech 1855 až 1868 podřízeny Okresnímu úřadu v Telči. Když byly roku 1868 veřejná správa a soudnictví opět odděleny, vrátily se pod politickou pravomoc Okresního hejtmanství v Dačicích a v soudnictví pod Okresní soud v Telči. Po osvobození v květnu 1945 náležely pod Okresní národní výbor v Dačicích až do územní reorganizace na přelomu let 1948 a 1949, kdy bylo připojeno pod správní okres Třešť a v jeho rámci pod nově vzniklý Jihlavský kraj. Při další správní reorganizaci připadly pod správní okres Jihlava a Jihomoravský kraj až do zrušení Okresního úřadu v Jihlavě koncem roku 2002. V roce 1960 byla pod Kaliště připojena obec Býkovec. Od roku 2003 spadá pod pověřený městský úřad v Jihlavě.

### Vývoj obce do současnosti
Ve 2. polovině 19. a v 1. polovině 20. století se většina obyvatelstva obce živila zemědělstvím. V roce 1900 byla výměra hospodářské půdy obce 672 ha. Živnosti roku 1911: 1 hostinský, 1 kovář, 1 obchodník se smíš. zbožím, 1 obuvník. Roku 1924: parní pila fy T. a F. Novotný, živnosti: 2 hostinští, 1 kovář a podkovář, 1 hokynář, 1 obchodník se smíš. zbožím, 1 obchodník s uhlím a vápnem, 1 tkadlec, 1 obuvník, 16 hosp. rolníků. Obec byla elektrifikována připojením na síť ZME Brno roku 1938.
JZD vzniklo v 50. letech 20. století, roku 1960 bylo sloučeno do JZD Jihlávka. Po roce 1945 postaveno: Pavilon základní školy, budova mateřské školy, kulturní dům, požární zbrojnice. Nyní převládající zaměstnání: zemědělství.

## Obyvatelstvo
Podle sčítání 1930 zde žilo v 66 domech 378 obyvatel. 378 obyvatel se hlásilo k československé národnosti. Žilo zde 326 římských katolíků, 49 evangelíků a 1 příslušník Církve československé husitské.
| Rok            | 1869 | 1880 | 1890 | 1900 | 1910 | 1921 | 1930 | 1950 | 1961 | 1970 | 1980 | 1991 | 2001 | 2011 |
| Počet obyvatel | 380  | 450  | 491  | 499  | 552  | 541  | 552  | 401  | 367  | 316  | 229  | 188  | 180  | 151  |

| Rok            | 1869 | 1880 | 1890 | 1900 | 1910 | 1921 | 1930 | 1950 | 1961 | 1970 | 1980 | 1991 | 2001 | 2011 |
| Počet obyvatel | 230  | 267  | 287  | 326  | 370  | 351  | 378  | 292  | 269  | 251  | 195  | 162  | 161  | 139  |

## Obecní správa a politika
Obec je rozdělena na dvě místní části (Býkovec a Kaliště), které se nacházejí na 2 katastrálních území (pojmenované „Býkovec“ a „Kaliště u Horních Dubenek“) a dvě stejně pojmenované základní sídelní jednotky. Kaliště jsou členem Mikroregionu Třešťsko.
Obec má sedmičlenné zastupitelstvo, v jehož čele stojí starosta František Szczyrba.
| Období    | Voliči | Účast v % | Mandáty | Výsledky                                         | Starosta           |
| --------- | ------ | --------- | ------- | ------------------------------------------------ | ------------------ |
| 2002–2006 | 133    | 83,46     | 7       | 5 Nová volba 2 Nezávislí 2                       | Jan Rokos          |
| 2006–2010 | 123    | 71,54     | 7       | 4 Nová volba 3 SDH – Kaliště                     | Vlastimil Snížek   |
| 2010–2014 | 125    | 49,60     | 7       | 7 Nová volba                                     | Vlastimil Snížek   |
| 2014–2018 | 125    | 84,00     | 7       | 4 Nová volba 3 NOVÁ VOLBA KALIŠTĚ                | František Szczyrba |
| 2018–2022 | 139    | 64,03     | 7       | 7 Správná volba                                  | František Szczyrba |
| 2022–2026 | 139    | 76,98     | 7       | 6 Správná volba 1 Sdružení nezávislých kandidátů | František Szczyrba |

## Hospodářství a doprava
V obci sídlí firmy Granit Máca s.r.o., HUNSGAS s.r.o. a LAPEK, a.s. Obcí prochází silnice II. třídy č. 134 z Býkovce do Horních Dubenek a komunikace III. třídy č. 40914 z Klatovce a č. 13417 do Počátek. Dopravní obslužnost zajišťuje dopravce ICOM transport. Autobusy jezdí ve směrech Pelhřimov, Jihlava, Horní Cerekev, Počátky, Horní Ves, Horní Vilímeč, Studená, Jihlávka, Třešť, Rohozná a Batelov. Obcí prochází cyklistická trasa Greenway ŘV.

## Školství, kultura a sport
Obec byla původně přiškolena do Jihlávky, odkud byla vyškolena roku 1899 a roku 1891 zde byla postavena jednotřídní škola, která byla roku 1906 rozšířena na dvoutřídní. Po roce 1945 byla opět rozšířena a v roce 2005 byla ve vsi škola základní škola pro 1. až 9. ročník.
Mateřská škola Kaliště je příspěvková organizace zřizovaná obcí Kaliště. Má kapacitu 24 dětí. Základní škola pro 1. stupeň byla zrušena ve školním roce 2010/2011. Místní děti dojíždějí do základní školy v Počátkách. Sídlí zde knihovna a stojí zde kulturní dům. Působí tu Sbor dobrovolných hasičů Kaliště.